# Juan Antonio Torres Araya
Juan Antonio Torres Araya (Santiago de Chile, 7 de enero de 1933—Puente Alto, 11 de febrero de 2011) fue un carabinero retirado y político chileno, quien se desempeñó como presidente del Partido de los Jubilados en 1988, siendo uno de los principales líderes de dicha agrupación política durante su historia.

## Biografía
Nació en Santiago de Chile el 7 de enero de 1933 y cursó sus estudios básicos en el Patronato San Antonio y en el Liceo Manuel Barros Borgoño. Después de efectuar, durante 1953, su servicio militar obligatorio en el Regimiento Rancagua de Arica —donde formó parte de su banda de guerra y se convirtió en cabo de reserva del Ejército—, ingresó al Cuerpo de Carabineros de Chile, donde permaneció por un lapso de cinco años, hasta 1959, prestando servicios en la Cuarta Comisaría de Santiago.
Posteriormente trabajó durante cuatro años como obrero textil en la empresa Manufacturas Sumar, y en 1962, al ingresar a la Caja de Previsión de Empleados Particulares, se inició como dirigente. De esta forma, entre 1962 y 1965, ocupó el cargo de Presidente Nacional de la Federación de Empleados Semifiscales, y entre 1966 y 1974 se desempeñó como Secretario General de la Asociación Nacional de Empleados de la Caja Previsional de Empleados Particulares, detentando, asimismo, el cargo de Vicepresidente Nacional del Frente de Organizaciones Libres. En 1975 se jubiló de forma anticipada al ser despedido de la Caja de Previsión de Empleados Particulares.
Perteneció también a la Agrupación Nacional de Empleados Semifiscales, en la que ejerció como dirigente nacional, incluso después de la dictadura militar chilena. Asimismo, se desempeñó como Consejero Nacional del Servicio de Bienestar de la Caja de Previsión de Empleados Particulares.
Ejerció durante casi veinte años consecutivos el cargo de asesor en Compañía Técnico Industrial Fensa-Mademsa; Compañía Manufacturera de Papeles y Cartones; Consorcio Nacional de Seguros; AFP Provida; Mutualidad de Choferes de la Municipalidad de Santiago, y los diarios Las Últimas Noticias, La Tercera y Fortín Mapocho. Igualmente, fue director de las revistas de previsión Empart, Seguridad Social y La Nueva previsión y sistema antiguo para jubilar.
En 1985 formó el Comando de Defensa de la Previsión, y en 1988 fundó el Partido de los Jubilados. También fue un dirigente del club de fútbol Luis Matte Larraín de Puente Alto.

### Carrera política
Sus dos primeras incursiones en política las realizó como miembro del Partido Liberal y posteriormente el Partido Nacional, al presentarse en calidad de candidato a regidor por Santiago en las elecciones municipales de 1967, y como candidato a diputado por la misma ciudad en las elecciones parlamentarias de 1969. En 1972 fue expulsado de dicho partido por «alta traición», luego que fuera acusado de colaborar con el gobierno de la Unidad Popular.
En 1988 fue uno de los principales promotores de la creación del Partido de los Jubilados, destinado a defender los intereses de dicho grupo etáreo, convirtiéndose a su vez en presidente de dicha agrupación política. El 28 de enero de 1989 presentó su candidatura presidencial durante una ceremonia realizada en un hotel de Santiago; sin embargo, no llegó a inscribirse como postulante. En las elecciones parlamentarias de 1989 se presentó como candidato a senador por la Región de Aysén representando al pacto Liberal-Socialista Chileno, sin resultar elegido; en la elección presidencial apoyó la candidatura de Francisco Javier Errázuriz Talavera luego de haber presentado inicialmente una candidatura propia el 28 de enero del mismo año, la cual fue reemplazada por la postulación senatorial. En 1993 presentó su candidatura presidencial, sin embargo esta no prosperó debido a que el Servicio Electoral rechazó alrededor de 20 mil firmas que había presentado, por lo que terminó apoyando a Eduardo Frei Ruiz-Tagle. En ese mismo año apoyó la campaña de Antonio Horvath a senador por la Región de Aysén. En 1996 se presentó como candidato a concejal en las elecciones municipales por la comuna de Puente Alto como independiente apoyado por la Unión de Centro Centro Progresista, pero no logró ser elegido.
Antes de su muerte se desempeñaba como Presidente de la Central de Jubilados y Montepiados del INP que había fundado hacía algunos años. Tras el retorno a la democracia obtuvo notoriedad por sus manifestaciones afuera de oficinas públicas y estatales solicitando mejoras en las condiciones económicas de los jubilados, en las cuales lanzaba huevos a las fachadas de los edificios, incluyendo el Palacio de La Moneda, realizando su primera protesta de este tipo el 17 de mayo de 1993; también participó de una huelga de hambre en 1995 luego que un grupo de senadores presentara una queja ante el Tribunal Constitucional tras ser aprobada en el Congreso Nacional una ley de reajuste extraordinario en favor de los jubilados.
Fue uno de los impulsores de la derogación del descuento del 7% que se le realizaba a los jubilados en sus pensiones mensuales para financiar el Fondo Nacional de Salud. El 30 de marzo de 2009 organizó una de las últimas protestas con lanzamiento de huevos, esta vez contra locales de varias cadenas de farmacias en el centro de Santiago luego del escándalo de colusión de precios en los medicamentos.
Falleció producto de un infarto a la edad de 78 años, el 11 de febrero de 2011 en su hogar de Puente Alto, después de soportar una larga enfermedad; padecía de diabetes e insuficiencia renal, en 2003 se le había amputado parte del pie izquierdo y en 2009 perdió la visión del ojo izquierdo luego de una operación de trasplante de córnea —ocasión en la que acusó al Hospital Sótero del Río de negligencia médica—.

## Historial electoral

### Elecciones parlamentarias de 1989
- Elecciones parlamentarias de 1989 a Senador por Aysén[17]

| Candidato                    | Pacto                                      | Partido | Votos  | %     | Resultado |
| ---------------------------- | ------------------------------------------ | ------- | ------ | ----- | --------- |
| Hernán Vodanovic Schnake     | Concertación de Partidos por la Democracia | PPD     | 10 856 | 29,79 | Senador   |
| Hernán Valencia Gutiérrez    | Concertación de Partidos por la Democracia | PR      | 9549   | 26,20 |           |
| Hugo Ortiz de Filippi        | Democracia y Progreso                      | RN      | 9324   | 25,59 | Senador   |
| Pablo Galilea Mauret         | Democracia y Progreso                      | ILB     | 5538   | 15,20 |           |
| José Ramón Molina Fuenzalida | Alianza de Centro                          | AN      | 697    | 1,91  |           |
| Guillermo Toro Albornoz      | Liberal-Socialista Chileno                 | PL      | 244    | 0,67  |           |
| Juan Antonio Torres Araya    | Liberal-Socialista Chileno                 | ILE     | 234    | 0,64  |           |